# Cairngorm Brewery
Cairngorm Brewery Co Ltd, bryggeri i Aviemore, Invernesshire, Storbritannien. Bryggeriet producerar olika öl och invigdes 2001.

## Exempel på varumärken
- Highland IPA
- Nessies Monster Mash
- Sheepshaggers Gold